# Basset hound
El basset hound és una raça de gos de caça de baixa elevació en la creu, cos llarg, potes curtes i fortes, llargues orelles i un sentit de l'olfacte extremadament desenvolupat. Generalment, és utilitzat per a la caça de cérvols, llebres i guineus, entre altres animals com el faisà, ja que la seva caça és més especialitzada. L'origen d'aquesta raça data de finals del segle xix, quan un gos francès va ser creuat amb un bloodhound.
A causa del seu peculiar aspecte físic, és una raça popular i fàcilment reconeixible per a tota mena d'aficionats canòfils i fins i tot per a persones amb poc coneixement de races canines, de manera que reuneix molts admiradors i aficionats a la seva cria, fonamentalment als països d'origen anglosaxó, on té una gran acceptació.

## Descripció
Aquests gossos mesuren al voltant de 33 a 38 cm (en la creu), tenen el pèl curt i generalment són tricolors (negre, mel i  blanc). També solen ser blancs amb taques vermelles o amb potes de color vermell. Alguns, encara que pocs, poden ser grisos. Ocasionalment, poden sortir exemplars amb el pèl llarg, encara que no és una característica desitjable segons l'estàndard de la raça.
Tenen les orelles molt llargues (fins al pit), coll també llarg amb molta pell fluixa i arrugues al voltant del seu cap, això causa que tingui una mirada permanentment trista. La seva cua és llarga, erecta i amb una corba.
La seva alçada curta és enganyosa, ja que són molt llargs i poden aconseguir coses que gossos de similars alçades no podrien.
Posseeix en marcat grau, característiques que l'equipen admirablement per seguir el rastre a través de terrenys difícils. Gos de membres curts, més pesat d'ossos, considerant la seva grandària, que qualsevol altra raça de gos, i encara que de moviments lents, en cap sentit són maldestres. De temperament agradable, mai agressiu ni tímid (en alguns casos). Posseeix gran resistència en el camp. És extremadament fidel.

## Història
Els basset hound són d'origen  francès (d'aquí el seu nom, «basset», que significa «petit» o «baixet» en francès, i de l'anglès «hound» que significa «rastrejador». Així, el seu nom vindria a ser «rastrejador petit») de casta noble i descendents directes del gos de sant Hubert. Hubert va ser un noble aficionat a la caça que es va convertir a la fe cristiana. Un cop canonitzat,  a ser considerat patró dels caçadors. El basset hound va ser desenvolupat a partir d'exemplars d'aquests gossos de cos poderós, una mica lents i de potes curtes, i també del basset artesià normand.
A causa de la seva superioritat sobre la major part dels gossos de rastreig a la França d'aquella època, van ser distribuïts per tota la noblesa europea, sent incorporats als planters utilitzats per caçar, incidint fonamentalment en la definició de moltes races.
A partir d'aquí, es va traslladar a Anglaterra, on Lord Galway va importar, el 1866, una parella de basset hound anomenats "Basset" i "Belle", provinents del viver del comte de Le Coutulex i els va creuar, i així va obtenir una ventrada de cinc cadells. Aquesta tasca va ser continuada a partir del 1872 per lord Onslow, qui va tenir la primera gossada d'aquesta raça.
Encara que l'origen de la raça es troba a França, paradoxalment, es considera una raça de la Gran Bretanya, tal com es pot comprovar en l'estàndard de la raça amb número 163 de la Federació Cinològica Internacional. Els encreuaments són el blood hound i el basset artesià normand. L'estàndard de la raça no accepta gossos de color gris. Els permesos són tricolors (foc, blanc i negre) o foc i blanc en major o menor grau.

## Comportament

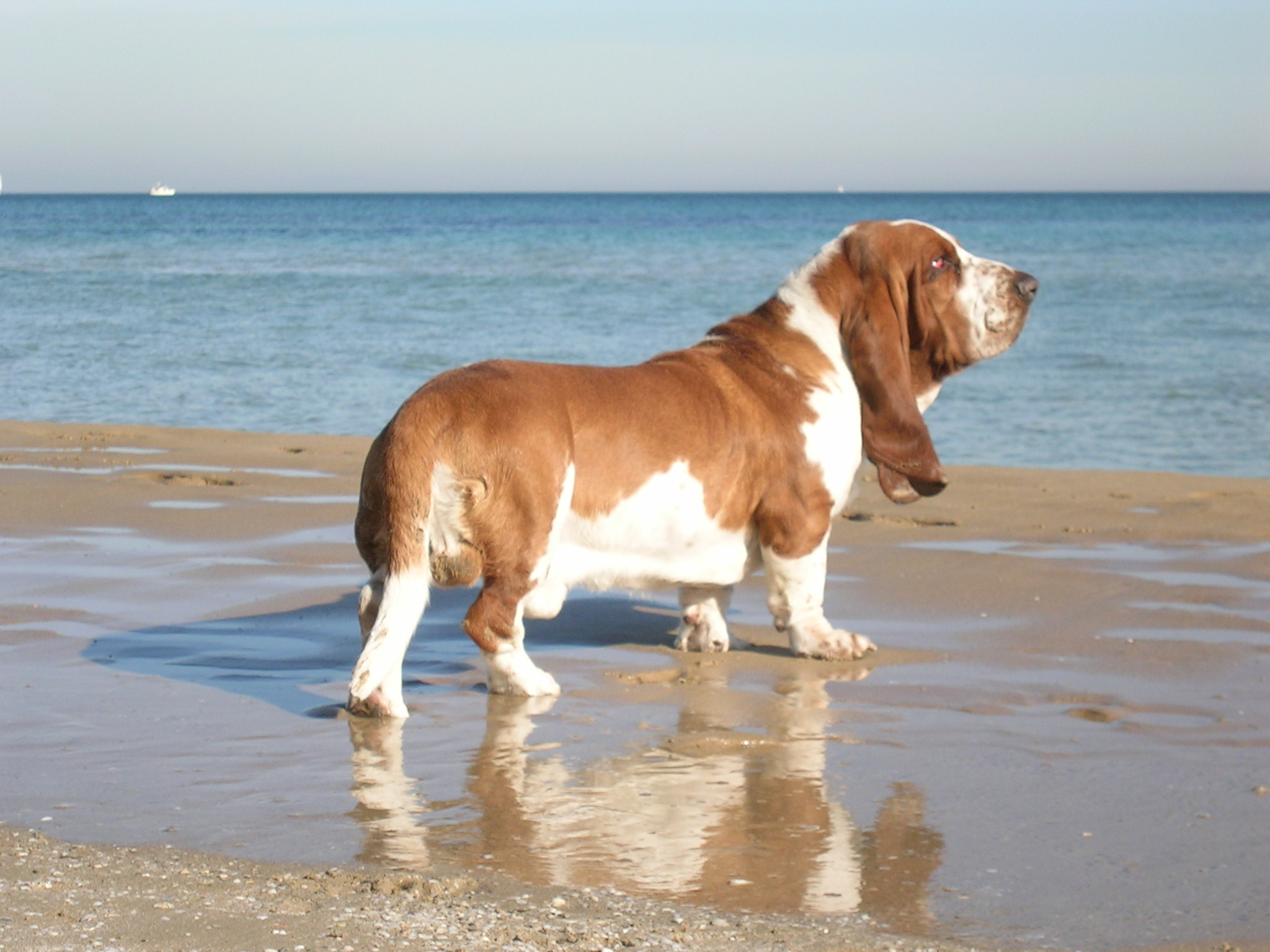
Basset hound de color cafè i blanc.

Els basset hound són molt tranquils i amigables, encara que solen ser molt obstinats. És una raça especialment lleial, molt afectuosa i juga alegrement amb els nens. Amb els estranys també solen ser molt afectuosos. Prefereixen menjar i dormir que exercitar-se, per això l'amo ha de ser acurat i treure'l a passejar perquè no pateixi de sobrepès. També els agrada demanar el menjar de l'amo, s'ha de mantenir ferm i no donar-los aliment "addicional".
Molts els consideren una raça canina poc intel·ligent, fonamentalment perquè són bastant tossuts i els costa obeir ordres. Però és un error, perquè encara que és cert que costa molt educar un basset hound, això es deu al fet que la raça ha estat seleccionada per seguir rastres, la qual cosa motiva que han de prendre decisions de forma autònoma quan segueixen un rastre i per aquest motiu els costa obeir ordres. No obstant això, aquesta mateixa autonomia els confereix una capacitat de decisió que en si mateixa demostra un elevat grau d'intel·ligència.
Aquesta raça té un fort instint de la caça pel que els donarà per perseguir-ho tot o ensumar freqüentment. Tendeixen a bordar quan volen alguna cosa o quan els sembla incorrecte el que fa el seu amo, quan es tracta dels nens cal anar amb compte, ja que de vegades són molt gelosos i volen les carícies només per a ells.

## Salut i cura

### Salut
En comparació amb altres races solen ser gossos molt sans, però de vegades solen patir algunes malalties com glaucoma i conjuntivitis. També cal evitar que el gos pugi o baixi escales amb freqüència, o que salti i es posi dret sovint, ja que podrien patir problemes de columna, generalment desenvolupen hèrnies discals.
Pateixen freqüentment d'atacs hepàtics, és per aquesta raó que s'ha de cuidar la seva alimentació i evitar donar greix.
També són bons, quan estan en contacte amb altres gossos de diferents races són poc actius, tot i que els encanta jugar corren molt poc.

### Manteniment
El pèl necessita ser raspallat. Aquesta raça tendeix a menjar molt freqüentment pel que s'ha de cuidar la seva alimentació, perquè no pateixin de  sobrepès, encara que tampoc se'ls ha de negar el menjar perquè també tendeixen a patir de gastritis (almenys dos àpats al dia, una al matí i una a la tarda encara que no molt pesades). Les llargues orelles són molt propenses a infeccions, ja que tot el temps les arrosseguen, per la qual cosa s'han de netejar freqüentment, pot ser amb un drap humit o amb un cotó amb alcohol encara que superficialment, i tenint cura que no caiguin líquids a l'interior de l'oïda, igual que el seu ventre i les seves potes.
Per aixecar un basset hound cal recordar que és llarg i pesat i, per tant, s'ha de fer amb cura perquè no pateixi cap dany. La forma més fàcil de fer-ho és ficant ambdós braços pel mig de les potes i aixecant-lo per l'abdomen, d'aquesta manera, la mascota no patirà.
D'altra banda, el bany s'ha de fer cada dues setmanes i caldrà controlar l'aparició de les puces amb preparats especials.